# Promozione Campania-Molise 1979-1980
Nella stagione 1979-1980 la Promozione era sesto livello del calcio italiano (il massimo livello regionale). Qui vi sono le statistiche relative al campionato in Campania e in Molise.
Il campionato è strutturato in vari gironi all'italiana su base regionale, gestiti dai Comitati Regionali di competenza. Promozioni alla categoria superiore e retrocessioni in quella inferiore non erano sempre omogenee; erano quantificate all'inizio del campionato dal Comitato Regionale secondo le direttive stabilite dalla Lega Nazionale Dilettanti, ma flessibili, in relazione al numero delle società retrocesse dal Campionato Interregionale e perciò, a seconda delle varie situazioni regionali, la fine del campionato poteva avere degli spareggi sia di promozione che di retrocessione.

## Girone A

### Squadre partecipanti
| Club                       | Città (provincia)      | Stadio | Stagione precedente |
| -------------------------- | ---------------------- | ------ | ------------------- |
| Pol. Acerrana              | Acerra (NA)            |        |                     |
| S.S. Aesernia Calcio       | Isernia                |        |                     |
| Pol. Afragolese            | Afragola (NA)          |        |                     |
| U.S. Atellano              | Orta di Atella (CE)    |        |                     |
| U.S. Bojano                | Bojano (CB)            |        |                     |
| U.S. Boys Caivanese        | Caivano (NA)           |        |                     |
| U.S. Capua                 | Capua (CE)             |        |                     |
| G.S. T.P.N. Frattese       | Frattamaggiore (NA)    |        |                     |
| Juve Casoria Arpino        | Casoria (NA)           |        |                     |
| U.S. Maddalonese           | Maddaloni (CE)         |        |                     |
| U.S. Marcianise            | Marcianise (CE)        |        |                     |
| Pol. Mondragonese          | Castel Volturno (CE)   |        |                     |
| S.S. Pomigliano            | Pomigliano d'Arco (NA) |        |                     |
| U.S. Spiezia San Vitaliano | San Vitaliano (NA)     |        |                     |
| S.S. Torrecuso Riviera     | Torrecuso (BN)         |        |                     |
| Pol. Viribus Unitis        | Somma Vesuviana (NA)   |        |                     |

### Classifica finale
|  | Pos. | Squadra               | Pt | G  | V  | N  | P  | GF | GS  | DR   |
|  | ---- | --------------------- | -- | -- | -- | -- | -- | -- | --- | ---- |
|  | 1.   | Juve Casoria Arpino   | 44 | 30 | 17 | 10 | 3  | 48 | 19  | +29  |
|  | 2.   | Aesernia              | 43 | 30 | 16 | 11 | 3  | 48 | 17  | +31  |
|  | 3.   | Acerrana              | 37 | 30 | 11 | 15 | 4  | 37 | 22  | +15  |
|  | 4.   | Capua                 | 35 | 30 | 13 | 9  | 8  | 42 | 21  | +21  |
|  | 5.   | Afragolese            | 34 | 30 | 11 | 12 | 7  | 33 | 25  | +8   |
|  | 6.   | Pomigliano            | 32 | 30 | 10 | 12 | 8  | 33 | 20  | +13  |
|  | 7.   | Spiezia San Vitaliano | 31 | 30 | 10 | 11 | 9  | 28 | 22  | +6   |
|  | 8.   | Viribus Unitis        | 30 | 30 | 10 | 10 | 10 | 43 | 38  | +5   |
|  | 9.   | T.P.N. Frattese       | 30 | 30 | 11 | 8  | 11 | 32 | 36  | -4   |
|  | 10.  | Bojano                | 29 | 30 | 8  | 13 | 9  | 30 | 26  | +4   |
|  | 11.  | Mondragonese          | 29 | 30 | 10 | 9  | 11 | 31 | 28  | +3   |
|  | 12.  | Boys Caivanese        | 29 | 30 | 8  | 13 | 9  | 24 | 28  | -4   |
|  | 13.  | Atellano              | 27 | 30 | 6  | 15 | 9  | 32 | 39  | -7   |
|  | 14.  | Torrecuso Riviera     | 26 | 30 | 8  | 10 | 12 | 27 | 36  | -9   |
|  | 15.  | Marcianise            | 22 | 30 | 6  | 10 | 14 | 30 | 41  | -11  |
|  | 16.  | Maddalonese           | 2  | 30 | 0  | 2  | 28 | 6  | 106 | -100 |

### Verdetti finali
- Casoria ammesso alla finale, promosso in Serie D dopo gli spareggi.

## Girone B

### Squadre partecipanti
| Club                            | Città (provincia)            | Stadio | Stagione precedente |
| ------------------------------- | ---------------------------- | ------ | ------------------- |
| Pol. Alba Pianura               | Napoli                       |        |                     |
| U.S. Arzanese                   | Arzano (NA)                  |        |                     |
| A.C. Caprese                    | Capri (NA)                   |        |                     |
| A.C. Folgore Cappella           | Bacoli (NA)                  |        |                     |
| A.C. Forio                      | Forio (NA)                   |        |                     |
| F.C. Internapoli                | Napoli                       |        |                     |
| A.S. Ischia Isolaverde          | Ischia (NA)                  |        |                     |
| S.S. La Patrizia Riviera Chiaia | Napoli                       |        |                     |
| A.C. Melito                     | Melito di Napoli (NA)        |        |                     |
| U.S. Nuova Vomero               | Napoli                       |        |                     |
| S.S. Portici                    | Portici (NA)                 |        |                     |
| U.S. Pro Stabia                 | Castellammare di Stabia (NA) |        |                     |
| A.S. Secondigliano              | Napoli                       |        |                     |
| U.P. Sibilla                    | Bacoli (NA)                  |        |                     |
| Sporting Club Marano            | Marano di Napoli (NA)        |        |                     |
| U.S. Trecase                    | Trecase (NA)                 |        |                     |

### Classifica finale
|  | Pos. | Squadra                    | Pt | G  | V | N | P | GF | GS | DR |
|  | ---- | -------------------------- | -- | -- | - | - | - | -- | -- | -- |
|  | 1.   | Arzanese                   | 49 | 30 |   |   |   |    |    | 0  |
|  | 2.   | Ischia Isolaverde          | 46 | 30 |   |   |   |    |    | 0  |
|  | 3.   | Nuovo Napoli               | 45 | 30 |   |   |   |    |    | 0  |
|  | 4.   | Sporting Club Marano       | 35 | 30 |   |   |   |    |    | 0  |
|  | 5.   | Secondigliano              | 33 | 30 |   |   |   |    |    | 0  |
|  | 6.   | Nuova Vomero               | 32 | 30 |   |   |   |    |    | 0  |
|  | 7.   | Portici                    | 29 | 30 |   |   |   |    |    | 0  |
|  | 8.   | Folgore Cappella           | 29 | 30 |   |   |   |    |    | 0  |
|  | 9.   | Melito                     | 27 | 30 |   |   |   |    |    | 0  |
|  | 10.  | La Patrizia Riviera Chiaia | 26 | 30 |   |   |   |    |    | 0  |
|  | 11.  | Sibilla                    | 26 | 30 |   |   |   |    |    | 0  |
|  | 12.  | Forio                      | 25 | 30 |   |   |   |    |    | 0  |
|  | 13.  | Caprese                    | 24 | 30 |   |   |   |    |    | 0  |
|  | 14.  | Trecase                    | 23 | 30 |   |   |   |    |    | 0  |
|  | 15.  | Alba Pianura               | 20 | 30 |   |   |   |    |    | 0  |
|  | 16.  | Pro Stabia                 | 8  | 30 |   |   |   |    |    | 0  |

### Verdetti finali
- Arzanese ammesso alla finale, promosso in Serie D dopo gli spareggi.

## Girone C

### Squadre partecipanti
| Club                    | Città (provincia)           | Stadio             | Stagione precedente |
| ----------------------- | --------------------------- | ------------------ | ------------------- |
| U.S. Agropoli           | Agropoli (SA)               | "Gino Landolfi"    |                     |
| U.S. Angri              | Angri (SA)                  | "Pasquale Novi"    |                     |
| U.S. Ariano Valle Ufita | Ariano Irpino (AV)          | "Silvio Renzulli"  |                     |
| U.S. Battipagliese      | Battipaglia (SA)            | "Sant'Anna"        |                     |
| Pol. Gelbison           | Vallo della Lucania (SA)    | "Comunale"         |                     |
| S.S. Giffoni Sei Casali | Giffoni Sei Casali (SA)     | "Comunale"         |                     |
| A.S. Montecorvino       | Montecorvino Rovella (SA)   | "Comunale"         |                     |
| Pol. Pontecagnano       | Pontecagnano Faiano (SA)    | "Comunale"         |                     |
| U.S. Poseidon           | Capaccio (SA)               | "Comunale"         |                     |
| S.C. Pro Poggiomarino   | Poggiomarino (NA)           | "Comunale"         |                     |
| U.S. San Valentino      | San Valentino Torio (SA)    | "Comunale"         |                     |
| S.C. Sangiuseppese      | San Giuseppe Vesuviano (NA) | "Comunale"         |                     |
| A.C. Sant'Antonio Abate | Sant'Antonio Abate (NA)     | "Comunale"         |                     |
| S.S. Sarnese            | Sarno (SA)                  | "Aniello Viscardi" |                     |
| A.P. Scafatese          | Scafati (SA)                | "Comunale"         |                     |
| A.C. Terzigno           | Terzigno (NA)               | "Comunale"         |                     |

### Classifica finale
|  | Pos. | Squadra            | Pt | G  | V  | N  | P  | GF | GS  | DR  |
|  | ---- | ------------------ | -- | -- | -- | -- | -- | -- | --- | --- |
|  | 1.   | Sangiuseppese      | 48 | 30 | 20 | 8  | 2  | 50 | 20  | +30 |
|  | 2.   | Angri              | 46 | 30 | 20 | 6  | 4  | 50 | 13  | +37 |
|  | 3.   | Scafatese          | 43 | 30 | 16 | 11 | 3  | 45 | 19  | +26 |
|  | 4.   | Ariano Valle Ufita | 37 | 30 | 16 | 5  | 9  | 55 | 19  | +36 |
|  | 5.   | Battipagliese      | 34 | 30 | 13 | 8  | 9  | 36 | 27  | +9  |
|  | 6.   | Sant'Antonio Abate | 31 | 30 | 13 | 5  | 12 | 33 | 24  | +9  |
|  | 7.   | Agropoli           | 31 | 30 | 10 | 11 | 9  | 33 | 28  | +5  |
|  | 8.   | Terzigno           | 30 | 30 | 10 | 10 | 10 | 47 | 34  | +13 |
|  | 9.   | Pontecagnano       | 30 | 30 | 12 | 6  | 12 | 36 | 32  | +4  |
|  | 10.  | Pro Poggiomarino   | 29 | 30 | 9  | 11 | 10 | 30 | 33  | -3  |
|  | 11.  | Poseidon           | 25 | 30 | 8  | 9  | 13 | 27 | 34  | -7  |
|  | 12.  | Montecorvino       | 25 | 30 | 8  | 9  | 13 | 26 | 45  | -19 |
|  | 13.  | Giffoni Sei Casali | 25 | 30 | 8  | 9  | 13 | 26 | 45  | -19 |
|  | 14.  | Sarnese            | 23 | 30 | 8  | 7  | 15 | 21 | 50  | -29 |
|  | 15.  | Gelbison           | 22 | 30 | 7  | 8  | 15 | 21 | 45  | -24 |
|  | 16.  | San Valentino      | 1  | 30 | 0  | 1  | 29 | 7  | 106 | -99 |

### Verdetti finali
- Sangiuseppese ammesso alla finale, non promosso dopo gli spareggi.
- 31 reti di differenza nel numero totale di goal segnati/goal subiti (543/574).

## Spareggi promozione
Spareggi promozione tra le prime classificate
|  | Pos. | Squadra             | Pt | G | V | N | P | GF | GS | DR |
|  | ---- | ------------------- | -- | - | - | - | - | -- | -- | -- |
|  | 1.   | Arzanese            | 3  | 2 | 1 | 1 | 0 | 2  | 0  | +2 |
|  | 2.   | Juve Casoria Arpino | 2  | 2 | 1 | 0 | 1 | 1  | 2  | -1 |
|  | 3.   | Sangiuseppese       | 1  | 2 | 0 | 1 | 1 | 0  | 1  | -1 |

| Avellino 25 maggio 1980 | Arzanese | 0 – 0 | Sangiuseppese | Stadio Partenio |

| Avellino 2 giugno 1980 | Juve Casoria Arpino | 1 – 0 | Sangiuseppese | Stadio Partenio |

| Avellino 9 giugno 1980 | Arzanese | 2 – 0 | Juve Casoria Arpino | Stadio Partenio |

### Verdetti finali
- Arzanese e Juve Casoria sono promosse al Campionato Interregionale 1980-81